# Twisted Lamppost Star
Twisted Lamppost Star (littéralement étoile-lampadaire tordue) est une œuvre de l'artiste américain Mark Handforth (en). Il s'agit d'une sculpture monumentale représentant un réverbère rose tordu. Elle est installée sur le parcours du tramway de la ligne T3b, à Paris, en France, en 2012.

## Description
Twisted Lamppost Star est composé d'un mât de réverbère, nettement plus grand que les lampadaires environnants, qui s'élève tout droit avant de se briser successivement six fois, en formant une sorte de pentagramme. La dernière cassure se dirige vers le haut, en oblique, et se divise finalement en cinq branches, à la manière de baleines de parapluie. Chacune des branches comporte une lampe.
Le mât est peint en rose. Chacune des lampes s'éclaire en même temps que le reste du mobilier urbain, mais éclaire le site d'une lueur rosée.

## Localisation
L'œuvre est installée sur le rond-point central de la place de la Porte-de-Bagnolet, dans le 20e arrondissement de Paris, sur la frange est du prolongement de la ligne 3 du tramway, dont l'arc nord-est constitue la ligne T3b.

## Historique
Twisted Lamppost Star  est une commande publique ; elle est réalisée dans le cadre du prolongement nord de la ligne 3 du tramway, avec 18 autres œuvres. Elle est installée entre les 1er et 8 avril 2012,. Sa mise en lumière a eu lieu le 15 décembre 2012, pour l'inauguration de la ligne T3b.

## Artiste
Mark Handforth (en) (né en 1969) est un sculpteur américain. Travaillant souvent sur des sculptures de grande taille, il détourne principalement des signes et des objets de l'espace public, comme des feux de signalisation, des lampadaires ou des panneaux.